# Seginus
Seginus oder γ Bootis (Gamma im Bärenhüter, Kurzform γ Boo) ist ein ca. 85 Lichtjahre von der Erde entfernter Stern der Spektralklasse A7 III und stellt die rechte Schulter der mythologischen Gestalt des Bootes dar. Seginus ist ein schwach veränderlicher Stern vom Typ Delta-Scuti-Stern, dessen Helligkeit mit einer Periode von 0,29 Tagen zwischen 2,95 mag und 3,05 mag schwankt.
Sein Eigenname Seginus (auch Ceginus) entstand durch Latinisierung aus einer arabischen Form des griechischen Namens des Sternbildes Bootes (Theguius). Ein weiterer Name Haris geht auf den arabischen Namen des Sternbildes zurück, Al Haris al Sama, was so viel wie „Wächter, Beschützer“ (des Großen Bären) bedeutet.

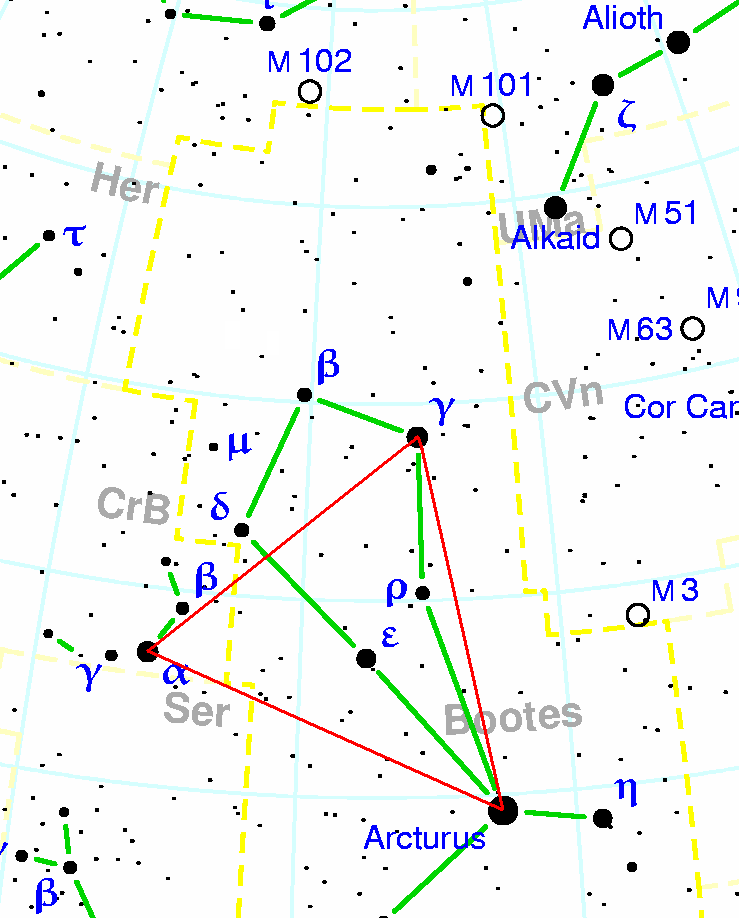
Das Sterndreieck von Gemma (links) mit α und γ Bootis

Am Himmel bildet Seginus mit den Sternen Arktur (α Boo) und Gemma (α CrB) ein gleichseitiges Dreieck, etwa in der Verlängerung der Deichsel des Großen Wagens (im Bild rechts oben).